# Italiani con valigia
Italiani con valigia è un saggio di Beppe Severgnini, pubblicato nel 1993 dalla casa editrice italiana Rizzoli ed ampliato nel 1999 (quarta edizione). Il libro, con toni umoristici, analizza diversi aspetti del rapporto fra gli italiani ed il viaggio.

## Contenuti
Il libro è composto dall'arrangiamento di appunti, annotazioni e aneddoti raccolti dall'autore durante diversi viaggi avvenuti in un periodo che intercorre fra il 1982 ed il 1996.

### Struttura
Il libro è suddiviso in tre parti, ognuna suddivisa a sua volta in diversi capitoli.

#### 1. Italiani all'estero
La prima parte del libro è dedicata all'analisi e descrizione di alcuni elementi e fenomeni del turismo, con particolare attenzione ai comportamenti comuni ai turisti italiani riscontrati dall'autore, durante i suoi viaggi all'estero.
- Italiani all'estero: sorta di capitolo introduttivo, ove l'autore analizza la figura del turista, inizialmente straniero in Italia e poi italiano all'estero con la crescita economica. Sebbene la derisione sia comune, l'autore si interroga sul perché gli italiani viaggino così tanto, notando una mancanza di studi specifici. Descrive diverse motivazioni e la crescente presenza italiana ovunque, spesso con comportamenti peculiari. Infine, introduce l'intenzione di esplorare le caratteristiche del turista italiano, tra pregi (curiosità, generosità, orgoglio nazionale all'estero) e difetti (rumorosità), e accenna alla scarsa tradizione italiana nella "scrittura di viaggio", ipotizzando alcune cause.
- Visto, fotografato, comprato. Ovvero, il falso viaggio: basandosi sulla distinzione concettuale di Daniel J. Boorstin tra la figura del "viaggiatore" (caratterizzato da un approccio attivo e dalla ricerca di esperienze autentiche) e quella del "turista" (orientato verso la fruizione di esperienze piacevoli e passive), l'autore procede a un'analisi delle modalità prevalenti con cui gli italiani si rapportano al viaggio. Tale analisi suggerisce una loro più frequente collocazione nella categoria dei "turisti", ascrivibile a fattori quali "bontà d'animo, ignoranza delle lingue o semplice pigrizia". A favore di questa tesi, l'autore indica tre caratteristiche: la marcata attrattiva esercitata sugli italiani dall'opportunità commerciale, dal souvenir e, in generale, dalla pratica dello shopping, la tendenza a privilegiare la documentazione fotografica o la registrazione dell'esperienza rispetto alla sua piena e diretta fruizione e, infine, a una particolare predilezione per le cartoline illustrative.
- Sightseeing, come sentirsi la coscienza a posto: il capitolo focalizza la propria analisi sul concetto di sightseeing, inteso come l'attività di visitare i principali luoghi di interesse turistico. L'autore adotta un approccio descrittivo di tale pratica, connotato da una prospettiva critica, sebbene costantemente modulata da toni leggeri e umoristici.
- Mai senza il libro: il mondo delle «guide turistiche»: il capitolo è incentrato sul panorama delle guide turistiche. Dopo una sintetica disamina storica dell'evoluzione di tale strumento, l'autore procede a illustrare i principali editori e "marchi" di guide, dedicando una specifica attenzione al Touring Club Italiano. La sezione conclusiva del capitolo evidenzia le problematiche connesse all'aggiornamento delle informazioni contenute nelle guide, con particolare riferimento ai paesi dell'ex Unione Sovietica in seguito alla sua dissoluzione, evento che ha comportato significativi cambiamenti nella toponomastica e nel quadro legislativo nazionale.
- Nuove mete, stessa fantasia: il capitolo offre un'analisi del fenomeno turistico, con specifico riferimento all'interesse degli italiani verso gli ex paesi sovietici. La Repubblica Ceca viene assunta come caso di studio emblematico per illustrare le dinamiche e le peculiarità di tale flusso turistico.
- Sotto i tacchi dei taxisti: il capitolo descrive l'esperienza dei mezzi pubblici e dei trasporti all'estero. Dedicando una prima sezione ai taxi e successivamente analizzando i mezzi pubblici, con particolare attenzione alla metropolitana. L'autore prova a desumere le caratteristiche socio-culturali delle diverse popolazioni osservando i comportamenti dei passeggeri sui mezzi pubblici o dei tassisti locali.
- Settimo: non rubare negli alberghi: in questo capitolo, Severgnini analizza gli alberghi come rivelatori del carattere nazionale, sia per quanto riguarda la cultura del paese ospitante, sia per le abitudini degli ospiti di diverse nazionalità (incluse quelle specifiche degli italiani). Una sezione specifica è dedicata al fenomeno della "cleptomania da albergo", ossia il fenomeno dei piccoli furti negli alberghi, con un'analisi delle peculiarità italiane in tale pratica. La seconda parte del capitolo riprende il tema dell'albergo come lente per comprendere le caratteristiche di un popolo, focalizzandosi in particolare sugli alberghi di Mosca.
- Il piatto piange: il capitolo si concentra sull'esplorazione del cibo, dei ristoranti e dei comportamenti dei turisti all'estero, con un'attenzione particolare all'approccio degli italiani. Pur riconoscendo una certa apertura verso nuove cucine, l'autore evidenzia come il tema alimentare rimanga un ambito conservatore, in parte giustificato dalle difficoltà linguistiche. Viene inoltre analizzata una peculiare reazione degli italiani di fronte all'abbondanza di cibo all'estero, interpretata come una possibile eco di un passato di ristrettezze economiche, manifestandosi in comportamenti come l'eccessivo accumulo di cibo nei buffet o l'asportazione di alimenti da aerei e navi da crociera.
- Non c'è viaggio senza spine (elettriche): il capitolo pone l'attenzione sulle problematiche pratiche che i viaggiatori incontrano in Europa, con un'attenzione specifica sulle difficoltà legate alla varietà dei sistemi di alimentazione elettrica ("oggi, 1993, in pieno mercato unico, sono in circolazione in Europa sessantaquattro tipi di spine diverse") e all'utilizzo dei telefoni, prendendo Mosca come esempio emblematico.
- Bagni pubblici, drammi privati: il capitolo riflette sull'importanza e la variabilità delle toilette come aspetto culturale distintivo e potenziale fonte di disorientamento per i viaggiatori. L'autore esplora le differenze nelle dotazioni, nelle abitudini igieniche e nelle normative tra diverse nazioni, evidenziando anche le difficoltà pratiche legate ai sistemi di scarico e alla segnaletica. Il tema è illustrato attraverso osservazioni generali ed esperienze personali.
- Parlo, comunque vada: il capitolo esamina il peculiare uso dell'inglese da parte degli italiani all'estero, influenzato da insicurezza linguistica, pressappochismo e tendenza all'italianizzazione della lingua. L'autore analizza come queste caratteristiche si manifestino in errori, traduzioni letterali e difficoltà nell'esprimere sfumature, spesso portando a situazioni comiche o incomprensioni. Viene inoltre evidenziata la comune bugia del "Io non parlo inglese, ma lo capisco!".
- Ricorda italiano: l'Italia ti aspetta: capitolo conclusivo della prima parte, il testo assume un significato di sintesi e di prospettiva sul tema trattato. Un aneddoto iniziale (il bagaglio dell'astronauta Franco Malerba che viene smarrito dall'aeroporto di Genova) funge da metafora del problematico rientro in patria, quasi a voler sottolineare che le peculiarità italiane, nel bene e nel male, attendono sempre al varco chi si allontana. L'analisi si sposta poi su un piano più generale, evidenziando un atteggiamento nazionale ambivalente: un orgoglio identitario che coesiste con la frustrazione per le inefficienze del sistema. Tuttavia, emerge una speranza, incarnata da quella categoria di "italiani con valigia" che, grazie al confronto con realtà straniere più virtuose, sviluppano il desiderio di un cambiamento, di un ritorno a una "normalità" fatta di efficienza e onestà.

#### 2. Un italiano all'estero
La seconda parte del libro si configura come un'antologia di annotazioni, stralci di reportage e pagine di diario personale attraverso cui l'autore condivide esperienze vissute durante i suoi viaggi all'estero, intrapresi sia per motivi di svago che per incarichi professionali.
- Transiberiana, luna di miele in quattro: il capitolo narra il viaggio di nozze dell'autore a bordo della Transiberiana avvenuto nel 1986. Articolato in sette sezioni, corrispondenti ai giorni di percorrenza, il racconto mescola il consueto umorismo delicato di Severgnini con la descrizione di piccole disavventure (compagni di scompartimento invadenti, regole ferree del treno, orari insoliti, odori sgradevoli) e, contemporaneamente, allietato dalla contemplazione delle bellezze paesaggistiche russe. Il tutto è arricchito da aneddoti storici.
- La lunga marcia negli uffici dell'Est: il capitolo si presenta come un reportage in cui l'autore, nelle vesti di un potenziale investitore, si addentra nelle intricate burocrazie dell'"Europa ritrovata" post-caduta del Muro (1990). Attraverso tre tentativi di investimento in diversi paesi dell'Est (acquisto di un'azienda in Ungheria, di un appartamento in Repubblica Ceca e apertura di un negozio a Varsavia), il giornalista documenta le notevoli difficoltà burocratiche che ne impediscono la realizzazione. Tuttavia, da questi tentativi fallimentari emerge un ricco tessuto di aneddoti e osservazioni sulle dinamiche di mercato e sulle sfide di transizione di paesi che si affacciano a un nuovo sistema socio-economico dopo decenni di regime comunista.
- Dal Baltico al Bosforo. Il lungo tramonto del comunismo visto da un treno": il capitolo è un ironico reportage di un viaggio in treno Helsinki-Istanbul nel 1989 attraverso l'Est europeo. Tra orari incerti e disagi, l'autore incontra personaggi singolari e osserva un mondo in transizione, con aneddoti che spaziano dai contrabbandieri ai vagoni ristorante surreali, punteggiato dalla descrizione dei luoghi vistati durante il viaggio. Ogni capitolo riguarda un treno: il rapido Renin (Helsinki - Leningrado), il Leningrad Ekspress (Leningrado - Varsavia), l'Ekspresowy Berolina (Varsavia - Berlino) e l'Istanbul Express (Berlino - Istanbul).
- In Jakuzia, a caccia di scacciapensieri: il capitolo è un esilarante reportage del 1991, in cui Severgnini, inviato come giornalista internazionale a un surreale congresso mondiale dello scacciapensieri a Jakutsk, di cui ignora tutto, descrive con ironia le peripezie del viaggio. Già l'esperienza con la compagnia aerea sovietica Aeroflot si rivela un'avventura a sé, tra aeroporti caotici, aerei vetusti e cibo discutibile. All'arrivo, l'accoglienza di una pittoresca miss Jakuzia introduce a sette giorni immersi nel bizzarro mondo degli appassionati di scacciapensieri, tra spiegazioni tecniche, concerti improbabili, cerimonie e convivialità, durante i quali il giornalista, inizialmente ignaro, finisce per acquisire un'insospettabile competenza sullo strumento musicale.
- Cina: una passeggiata, un volo e un mototaxi: reportage del 1992 che offre uno sguardo sulle trasformazioni della Cina post-rivoluzione culturale, con una crescente apertura economica pur mantenendo la propaganda del regime. Si osservano contrasti tra il passato ideologico e un presente più pragmatico, evidenziati dalla diffusione di beni occidentali e da un relativo miglioramento del tenore di vita. Attraverso scene di vita quotidiana e interazioni tra personaggi, emerge un quadro di coesistenza tra tradizioni e nuove influenze, con un'evidente crescita dell'intraprendenza individuale e di nuove opportunità commerciali. Il capitolo riflette un periodo di transizione e adattamento a un mondo in rapido cambiamento, dove le dinamiche sociali ed economiche sono in forte evoluzione.
- Attraverso l'eterna Saigon: reportage del 1992 ove l'autore descrive Saigon (post-guerra del Vietnam) come una città in transizione, dove il passato bellico coesiste con una crescente apertura al mercato e al turismo. Luoghi come l'Hotel Continental simboleggiano questa mescolanza di storia e nuova vitalità. La narrazione descrive una società che elabora le conseguenze del conflitto aprendosi a nuove dinamiche economiche, con il turismo della memoria che emerge come un aspetto di questa trasformazione. La città si presenta come un crocevia tra passato e futuro, alla ricerca di una nuova identità.
- Israele da una "Uno": reportage di cinque settimane effettuato nel 1988 a bordo di una Fiat Uno. Severgnini racconta le diverse tappe da lui visitate: Sede Boqer con la dimora del 1º primo ministro d'Israele, David Ben Gurion, Be'er Sheva, Arad dove intervista Amos Oz, Taba (oggi in Egitto), Hebron, Dorot, Gaza, Kefar Sava e Gerusalemme.
- Sud Africa: Taxi, Vescovi e Profet: reportage del 1990 che offre uno spaccato della transizione in Sudafrica attraverso gli occhi del narratore che viaggia con il pastore Hendrik Verwoerd (omonimo del teorico dell'apartheid). Il viaggio in taxi da Johannesburg rivela un paese di forti contrasti, dove la segregazione è ancora palpabile ma si percepisce un'aria di cambiamento. Il narratore incontra diverse figure, tra cui bianchi che vivono in relativa agiatezza e neri che lottano con la povertà e le restrizioni imposte dall'apartheid. Desmond Tutu, arcivescovo e premio Nobel, emerge come una figura chiave di speranza e di lotta contro l'ingiustizia. Il capitolo esplora le tensioni sociali ed economiche del periodo, la diffidenza tra le comunità e le prime timide aperture verso un futuro post-apartheid, simboleggiate dall'incontro con figure influenti e dalle riflessioni sul cambiamento in atto.
- Tra gli Americani: reportage di viaggio del 1993 attraverso l'America, Severgnini descrive un caleidoscopio di realtà urbane e provinciali. Da Los Angeles, con la sua cultura dell'abbondanza e la mecca del cinema, all'artificiale scintillio di Las Vegas, un'oasi nel deserto. Toccando città come Paris e Hope, la sonnolenta cittadina natale di Bill Clinton, fino alla semplicità orgogliosa di Plains, patria di Jimmy Carter, il viaggio rivela un'America sfaccettata. Brevi incursioni a New York, Washington e San Francisco aggiungono ulteriori tasselli a questo mosaico in cui l'America si presenta come un complesso intreccio di culture e storie, dove il "locale" conserva un'importanza che spesso sfugge agli stereotipi globali.

#### 3. Un Italiano in Italia
La terza parte è composta da due capitoli ed indaga varie località italiane.
- La Repubblica sul mare: articolo di inchiesta scritto viaggiando lungo il perimetro costale italiano da Trieste fino ad Imperia. In questo capitolo Severgnini, descrive le caratteristiche degli italiani attraverso le loro abitudini al mare, lungo le diverse località della costa. Le città da lui toccate comprendono: Muggia, Lido di Jesolo, Riccione, Numana, Vieste, Santa Maria di Leuca, Metaponto, Locri, Tropea, Positano, Lido di Ostia, Viareggio, Rapallo, Ventimiglia.
- Viaggio in Provincia: in questo capitolo, aggiunto a partire dalla quarta ristampa, Severgnini raccoglie una serie di articoli scritti nel 1993 secondo il fil rouge dell'"Italia che si salva": egli cerca, cioè, di svelare le caratteristiche migliori delle realtà provinciali italiane, attraverso la guida di cittadini locali, trovati tramite "Virgilio per un giorno", un'inserzione fatta pubblicare da Severgnini su diversi giornali locali. Ogni articolo si apre con la presentazione di queste guide atipiche: anziani vitali, giovani famiglie intraprendenti, casalinghe e adolescenti. Grazie a queste guide inattese, Severgnini dipinge un'Italia attiva, coraggiosa e variegata, portando alla luce realtà poco conosciute con uno stile narrativo vivace e originale, che accende nel lettore la curiosità di scoprire di persona i luoghi descritti. Le dodici località da lui descritte sono: Lodi, Chioggia, Borgomanero, Cento, Rubano, Zanengo, Livorno, Sarzana, Thiesi, San Felice del Molise, Lecce, Senigallia.

## Riconoscimenti
Il libro ha vinto il Premio Nazionale Rhegium Julii 1993 per la saggistica.